# Archil Arveladze
Archil Arveladze, född 22 februari 1973 i Tbilisi, Georgiska SSR, Sovjetunionen,är en georgisk före detta fotbollsspelare. 
Under sin karriär spelade Arveladze för Dinamo Tbilisi, Trabzonspor, NAC Breda och FC Köln. 2003 återvände han till Dinamo Tbilisi där han spelade en säsong innan karriären avslutades i Lokomotivi Tbilisi 2005.
Archil Arveladze gjorde även 32 landskamper och sex mål för Georgiens landslag.
Archil Arveladze har även en tvillingbror, Sjota, som firade stora framgångar med bland annat Ajax och Rangers. Han har även en storebror, Revaz, som även han spelade i FC Köln.